# Svante Thunberg
Svante Fritz Vilhelm Ernman Thunberg (* 10. Juni 1969 in der Gemeinde Boo (auch Saltsjö-Boo) in der Provinz Stockholms län) ist ein schwedischer Schauspieler, Musikproduzent und Autor. Er ist Vorsitzender der Ernman Produktion AB und der Northern Grace AB. Er ist der Vater von Greta Thunberg.

## Leben
Svante Thunberg ist der Sohn der Schauspieler Olof Thunberg und Mona Andersson und wuchs in Saltsjö-Boo auf.
Er wurde 1991 am Königlichen Dramatischen Theater engagiert  und im folgenden Jahr für eine dreieinhalbjährige Ausbildung als Schauspieler am Theater and Opera College der Universität Göteborg angenommen. Am Riksteatern engagiert, tourte er mit den Aufführungen von Unga Riks, darunter Tralala-la von Thomas Tidholm (1997), Sprit von Börje Lindström (1998), Irena Kraus Ciao bella (1999) und Min bror von Isa Schöier (2000) sowie En hopplös grabb (2001). 1998 wirkte er an der TV-Serie Skärgårdsdoktorn mit. Er war auch mit Östgötateatern in Norrköping verbunden. Im Jahr 2002 spielte er die Hauptrolle in Ditte Feuks Konzertfilm Joseph – musikens förförare  im schwedischen Fernsehen, in dem er den Komponisten Joseph Martin Kraus porträtierte.
Er ist Ehemann, Manager und Produzent der Opernsängerin Malena Ernman und gehört zu den Autoren von Ernmans Alben Opera di fiori (2011) und Sverige (2016).  Thunberg schreibt auch Drehbücher, ist Regisseur und Schauspieler bei Ernmans jährlichen Weihnachtstourneen.
Svante Thunberg und Malena Ernman sind seit 2004 verheiratet und haben zusammen zwei Töchter, die 2003 beziehungsweise 2005 geboren wurden. Die ältere Tochter ist die Umweltaktivistin Greta Thunberg, die als Initiatorin des Schulstreiks für ambitionierten Klimaschutz bekannt wurde, aus dem schließlich die Schüler- und Studenteninitiative Fridays for Future hervorging. Die jüngere Tochter Beata Ernman hatte erste Auftritte als Sängerin.
Zusammen veröffentlichten die Ehepartner das Buch Scener ur hjärtat („Szenen aus dem Herzen“) (2018), in dem sie über den Autismus und andere neuropsychiatrische Diagnosen der Töchter sprechen, und wie das Engagement von Greta eine Familienkrise verursacht habe.

## Veröffentlichungen
- Greta Thunberg, Svante Thunberg, Malena Ernman, Beata Ernman: Scener ur hjärtat. Bokförlaget Polaris, Stockholm 2018.
  - Deutsche Ausgabe: Szenen aus dem Herzen. Unser Leben für das Klima. Aus dem Schwedischen übersetzt von Ulla Ackermann, Gesa Kunter u. Stefan Pluschkat. Fischer, Frankfurt am Main 2019, ISBN 978-3-10-397480-5.